# Regimiento de Artillería n.º 1 "Tacna"

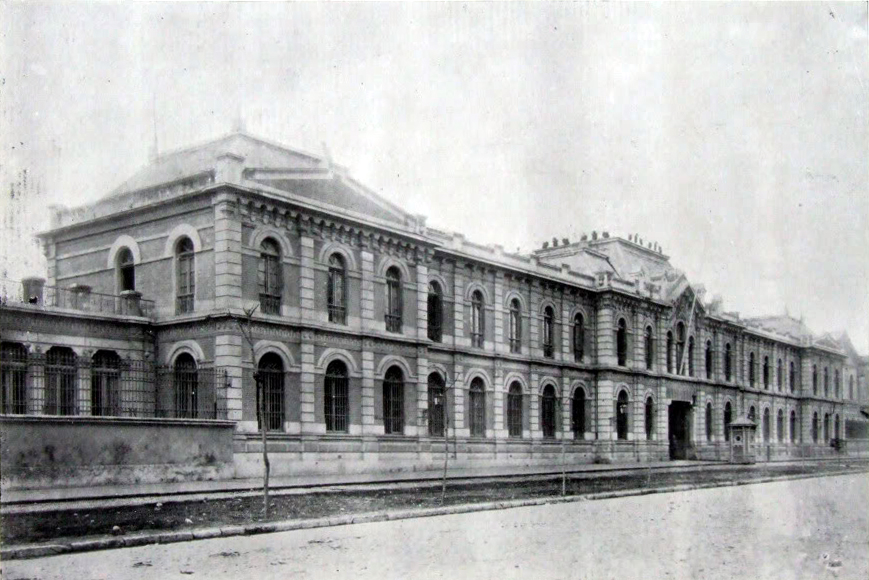
Fachada del Regimiento de Artillería N.º 1 "Tacna" (1910).

El Regimiento de Artillería N.º 1 «Tacna» es, junto al Regimiento de Infantería n.º 1 «Buin» y el Regimiento de Caballería n.º 3 "Húsares", una de las tres primeras unidades militares que dieron origen al Ejército de Chile en 1810.
El año 2009, el Regimiento de Artillería nº 1 "Tacna"  fue trasladado a San Bernardo, pasando a formar parte del Campo Militar Carlos Prats.

## Historia y tradición.
Originalmente ubicado en Av. Blanco Encalada 155, Santiago, a 12cuadras del Palacio de la Moneda.
Sus orígenes se remontan a los orígenes mismos del Ejército de Chile.
El Regimiento de Artillería N.º 1 "Tacna" es una unidad militar histórica del Ejército de Chile, considerada una de las tres unidades fundacionales de la institución. Su origen se remonta a la creación del primer regimiento de artillería en 1810, y ha participado en diversos conflictos, incluyendo la Guerra del Pacífico y la campaña de Tacna y Arica. 
Es reconocido como una de las tres unidades fundacionales del Ejército de Chile, junto con el Regimiento de Infantería N.º 1 "Buin" y el Regimiento de Caballería Blindada N.º 3 "Húsares". 
En la actualidad, el Regimiento de Artillería N.º 1 "Tacna" sigue activo, siendo parte de la II División Motorizada del Ejército de Chile y custodiando la tradición artillera del país. 
En el marco de la celebración de la creación en 1810 de estas primeras unidades históricas, el Ejército condecoró al Presidente de la República con la medalla “Ejército Bicentenario” en el grado de “Gran Cruz”, que como primer mandatario simboliza la autoridad que tuvo la Primera Junta Nacional de Gobierno en la creación del Ejército y sus unidades, y en este caso el Regimiento de Artillería N°1 "Tacna".
El Regimiento de Artillería N° 1 "Tacna"  debe su nombre a la Batalla del mismo nombre, librada el 26 de mayo de 1880.
Su primer comandante fue don Emilio Sotomayor Baeza, desde 2009 se encuentra acantonado en la Comuna de San Bernardo, debido a que su histórico cuartel ubicado en la Calle Tupper, tuvo que ser demolido producto del gran terremoto de 1985.
El R.A. N° 1 "Tacna" actualmente se desempeña en 3 grandes ámbitos:
1. Ámbito Operacional: Con el Grupo de Artillería de Instrucción y Entrenamiento para la Guerra.
2. Ámbito Histórico.
3. Ámbito de las Tareas de Apoyo a la Comunidad.

En su patio principal se encuentra un ánfora, que guarda en su interior, cenizas de restos de soldados Chilenos, Peruanos y Bolivianos que combatieron en la Batalla de Tacna, guardando el respeto que se merecen tan nobles héroes que lucharon cada uno por su nación.